# Coelom

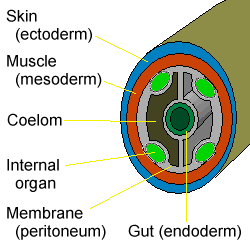
Schematický průřez tělem živočicha s coelomem

Coelom, označovaný také pravá tělní dutina, je dutina vznikající při vývoji mnohých živočichů, obklopená buňkami mezodermálního původu.

## Vývoj
V nejranějších stadiích embryonálního vývoje odpovídá v podstatě dutině uvnitř blastuly (tzv. blastocoel), v té době je však obklopena ektodermem a entodermem a označuje se „pseudocoelom“ nebo nepravá tělní dutina. Až později dojde u coelomátních živočichů k vystlání této dutiny mezodermem a mluví se o pravé tělní dutině, tedy coelomu. Coelom přitom vzniká dvěma základními způsoby:
- schizocoel – mezodermální buňky vznikají z izolovaného shluku buněk, který se uvolní z entodermu původně jako jediná buňka (mesentoblast), později se dělí a mezi takto vzniklými buňkami se vytvoří dutina; tato situace nastává např. u ploštěnců, kroužkovců(pozn.kroužkovci už ale většinou mají coelomovou dutinu s coelomovými váčky), měkkýšů a členovců
- enterocoel – mezodermální buňky se vychlipují jako váček z prvostřeva (archenteron), případně jako nepárová ploténka, z níž se teprve později stane váček; enterocoelie je typická pro druhoústé živočichy, jako jsou ostnokožci či strunatci, jako je člověk

## Coelom obratlovců
Kolem celého enterocoelního coelomu obratlovců je peritoneální membrána čili pobřišnice. Z vnější strany se pobřišnice nazývá parietální peritoneum, na vnitřní straně je viscerální peritoneum, mezi nimi je mesenterium. U těch nižších obratlovců (ryby, obojživelníci, část plazů) je coelom rozdělen na dvě dutiny: na dutinu perikardovou, kde je srdce, a dutinu pleuroperitoneální, kde jsou další orgány včetně plic. U ostatních obratlovců (jako jsou savci či ptáci) se dutina pleuroperitoneální rozděluje vedví a vznikají tak celkem tři coelomové dutiny: perikardová, pleurální a peritoneální. Mezi posledními dvěma zmíněnými dutinami je vazivová přepážka, u savců navíc s prvky svaloviny (bránice). Dále u samců často vzniká skrotální (šourková) coelomová dutina.
U člověka rovněž vzniká coelom enterocoelního typu. Čtvrtý týden se stěna coelomu rozdělí na osrdečníkovou, pohrudniční a pobřišniční dutinu.